# Dragodan
Dragodan (Bulgaars: Драгодан) is een dorp in Bulgarije. Het dorp is gelegen in de gemeente Kotsjerinovo in oblast Kjoestendil. Het dorp ligt hemelsbreed ongeveer 32 kilometer ten zuidoosten van de regionale hoofdatad Kjoestendil en 69 kilometer ten zuidwesten van de nationale hoofdstad Sofia. In 2021 telde het dorp slechts 45 inwoners.

## Bevolking
Het dorp Dragodan bij de laatste officiële volkstelling van 7 september 2021 een inwoneraantal van 45 personen. Dit waren 51 mensen (-53,125%) minder dan 96 inwoners bij de census van februari 2011. De gemiddelde jaarlijkse groei in die periode komt daarmee uit op -6,92%, hetgeen lager is dan het landelijk jaarlijks gemiddelde over deze periode (-1,14%). Het recordaantal inwoners werd bereikt in 1946, toen er 706 personen in het dorp werden geregistreerd. 
- 1934 643
Koninkrijk Bulgarije
- 1946 706
Volksrepubliek Bulgarije
- 1956 597
Volksrepubliek Bulgarije
- 1965 436
Volksrepubliek Bulgarije
- 1975 324
Volksrepubliek Bulgarije
- 1985 223
Volksrepubliek Bulgarije
- 1992 197
Republiek Bulgarije
- 2001 137
Republiek Bulgarije
- 2011 96
Republiek Bulgarije
- 2021 45
Republiek Bulgarije

- Koninkrijk Bulgarije
- Volksrepubliek Bulgarije
- Republiek Bulgarije

In het dorp wonen nagenoeg uitsluitend etnische Bulgaren. In de optionele volkstelling van 2011 identificeerden 93 van de 94 ondervraagden zichzelf met de Bulgaarse etniciteit - oftewel 98,9% van de bevolking. Van een ondervraagde is de etnische achtergrond onbekend, terwijl 2 personen het censusformulier niet hebben beantwoord.
| Etnische samenstelling van de respondenten (2011) | Etnische samenstelling van de respondenten (2011) | Etnische samenstelling van de respondenten (2011) | Etnische samenstelling van de respondenten (2011) | Etnische samenstelling van de respondenten (2011) |
| ------------------------------------------------- | ------------------------------------------------- | ------------------------------------------------- | ------------------------------------------------- | ------------------------------------------------- |
|                                                   |                                                   |                                                   |                                                   |                                                   |
| Bulgaren                                          | Bulgaren                                          |                                                   | 98,9%                                             | 98,9%                                             |
| Turken                                            | Turken                                            |                                                   | 0,0%                                              | 0,0%                                              |
| Roma                                              | Roma                                              |                                                   | 0,0%                                              | 0,0%                                              |
| Anders/Onbekend                                   | Anders/Onbekend                                   |                                                   | 1,1%                                              | 1,1%                                              |